# Thymaris levigatus
Thymaris levigatus är en stekelart som beskrevs av Dmitriy R. Kasparyan 1993. Thymaris levigatus ingår i släktet Thymaris och familjen brokparasitsteklar. Inga underarter finns listade i Catalogue of Life.